# Flughafen Medina

i8
i11
i13
Der Flughafen Medina (auch Internationaler Flughafen Prinz Mohammad bin Abd-al-Aziz, englisch Prince Mohammad bin Abdulaziz International Airport, arabisch مطار الأمير محمد بن عبد العزيز الدولي, IATA-Code: MED, ICAO-Code: OEMA) ist der internationale Verkehrsflughafen der saudischen Stadt Medina und ein wichtiger Verkehrsknotenpunkt für Pilger in der zweitheiligsten Stadt des Islam.

## Geschichte
Der damalige Flughafen bekam ab 2007 internationale Bedeutung, sodass die ersten Ziele außerhalb der Region und Saudi-Arabiens stattfanden. Der Flughafenneubau wurde zuerst am 12. April 2015, 11:00 Uhr, durch eine Landung des Saudi-Arabian-Airlines-Flugs SV1435 getestet. Am 2. Juli 2015 wurde der Flughafen durch König Salman ibn Abd al-Aziz eingeweiht und auf den Namen des ehemaligen Kronprinzen Muhammad bin Abd al-Aziz Al Saud getauft.

## Fluggesellschaften und Ziele
Der Flughafen wird von keiner europäischen Fluggesellschaft, sondern nahezu nur von Fluggesellschaften aus Ländern mit muslimischer Bevölkerungsmehrheit angeflogen. Das hängt auch mit dem Zutrittsverbot für Nichtmuslime in der heiligen Stadt Medina zusammen. Viele Flüge werden nur während der Hadsch-Zeit durchgeführt, wo mehrere Fluggesellschaften aus vielen Ländern Pilger in die Stadt bringen.
Neben nationalen Zielen in Saudi-Arabien, die hauptsächlich von Saudi Arabian Airlines oder Flynas durchgeführt werden, werden auch viele Ziele auf der arabischen Halbinsel und im übrigen arabischen Raum (z. B. Nordafrika) durchgeführt. Des Weiteren bestehen auch Verbindungen in andere mehrheitlich muslimische Länder. Internationale Kurz- und Mittelstreckenflüge werden vor allem durch Fluggesellschaften aus den jeweiligen Ländern oder von Saudi Arabian Airlines durchgeführt.
Langstreckenverbindungen bestehen nach Europa durch Saudi Arabian Airlines (z. B. Frankfurt) und in entfernte mehrheitlich muslimische Länder wie Malaysia und Indonesien, die unter anderem von Saudi Arabian Airlines und Garuda bedient werden.

## Entwicklung
| Jahr                           | Passagiere  | Flugbewegungen |
| ------------------------------ | ----------- | -------------- |
| 2011                           | ▲ 3.547.508 | ▲ 32.935       |
| 2012                           | ▲ 4.588.158 | ▲ 36.499       |
| 2013                           | ▲ 4.669.181 | ▲ 40.000       |
| 2014                           | ▲ 5.703,349 | ▲ 48.549       |
| 2015                           | ▲ 5.831.163 | ▲ 49.031       |
| 2016                           | ▲ 6,572,787 | ▲ 54,451       |
| Quelle: TAV Investor Relations |             |                |